# Nový Jičín
Nový Jičín (tyska: Neutitschein) är en stad i Tjeckien, i östra Mähren omkring 30 kilometer sydväst om Ostrava. Staden har 23 571 invånare (2016).
Före 1945 var den större delen av stadens befolkning tyskar. Här dog den österrikiske fältmarskalken Gideon Ernst von Laudon 1790.